# فرنسا خلال حرب السنوات السبع

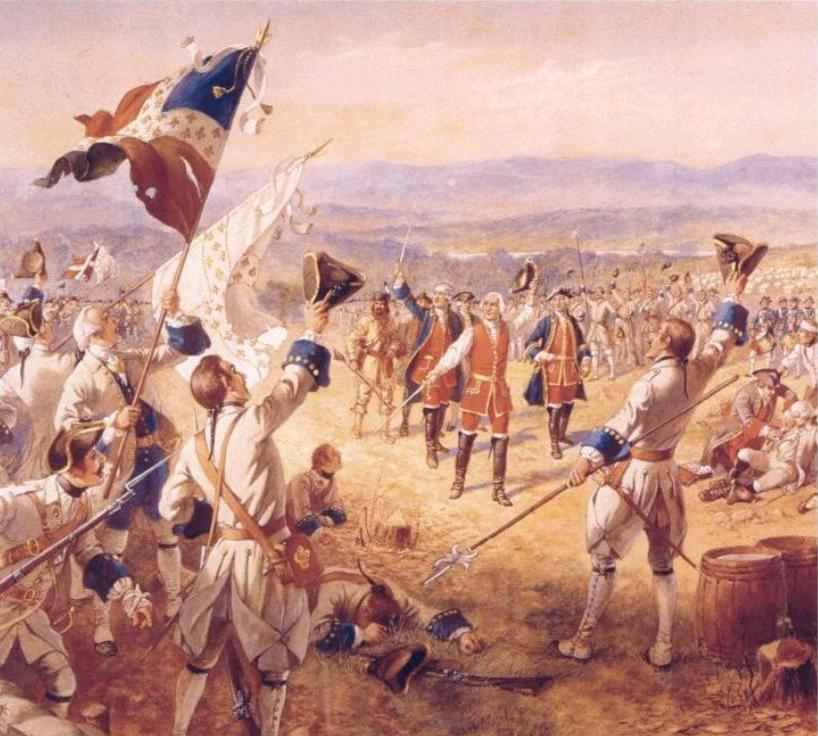
مونتكالم بعد معركة كاريلون

كانت فرنسا واحدة من المشاركين الرئيسين في حرب السنوات السبع التي استمرت بين عامي 1756 و 1763. دخلت فرنسا الحرب على أمل تحقيق نصر دائم ضد بروسيا وبريطانيا وحلفائها الألمان وعلى أمل توسيع ممتلكاتها الاستعمارية.
رغم إثبات السنوات القليلة الأولى من الحرب نجاحها للفرنسيين، انعكس الوضع في عام 1759 وتعرضت فرنسا لهزائم مختلفة في عدة قارات. أنهت فرنسا تحالفها مع إسبانيا في عام 1761 في محاولة لعكس خسائرها. على الرغم من ذلك، استمر الفرنسيون في التعرض للهزائم طوال عام 1762؛ ما أجبرهم في نهاية المطاف على الاستسلام. أكدت معاهدة باريس لعام 1763، فقدان فرنسا لممتلكاتها لصالح البريطانيين في أمريكا الشمالية وآسيا. كما أنهت فرنسا الحرب باقتراضها ديونًا ثقيلة للغاية، والتي ناضلت من أجل سدادها خلال الفترة المتبقية من القرن الثامن عشر.

## لمحة عامّة

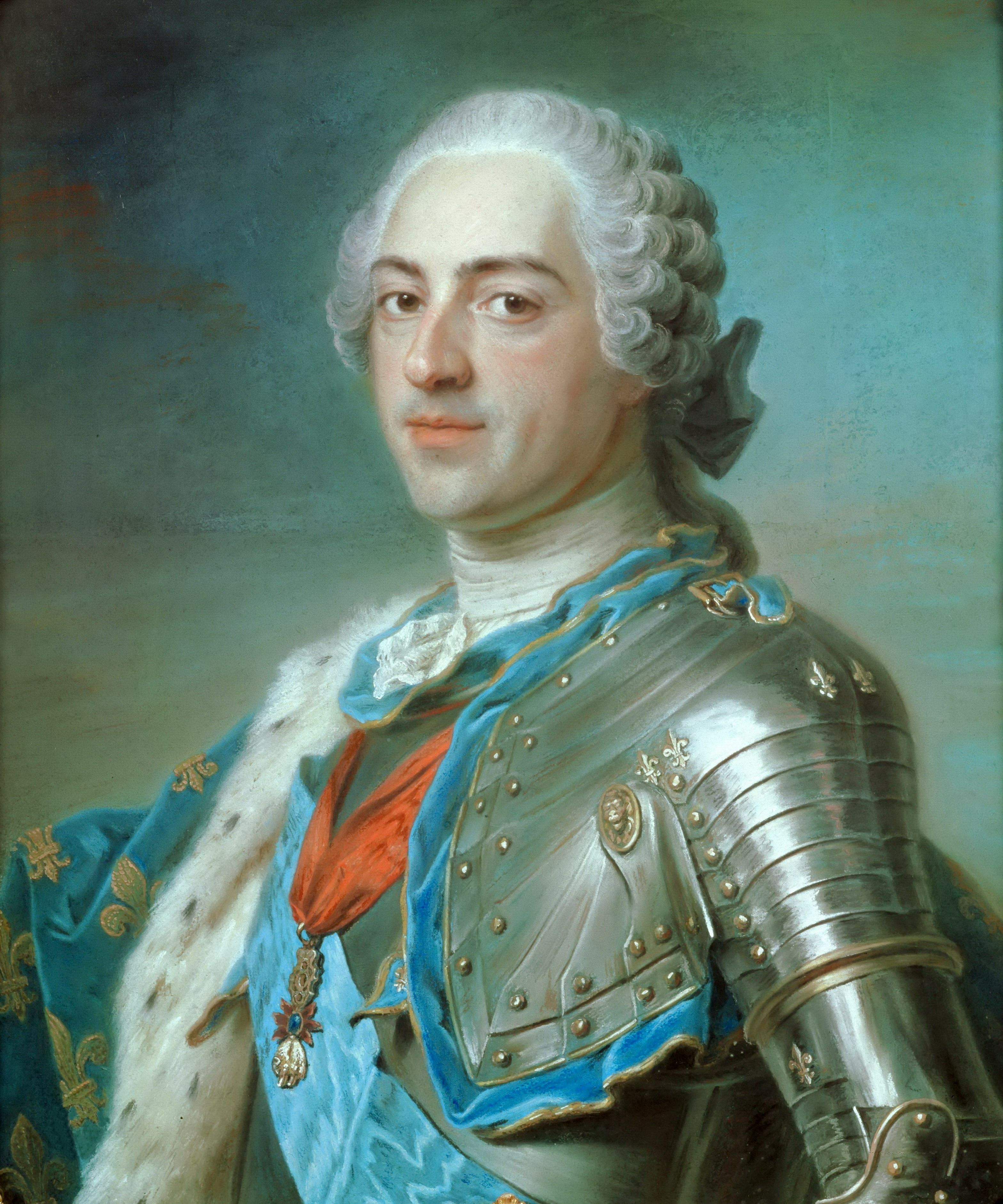
لويس الخامس عشر (1715 - 1774).

انتهى أكبر صراع في قارة أوروبا، أو ما يسمى بحرب الخلافة النمساوية، في عام 1748، بعد توقيع معاهدة إكس لا شابيل. لم يحظَ اتفاق السلام هذا بشعبية كبيرة من الجماهير الفرنسية التي رأت أن الشروط متساهلة بشكل مُفرط مع أعداء فرنسا، وتحديدًا بريطانيا والجمهورية الهولندية، واعتبرها الكثيرون طريقة للتنفيس عن قوات البلاد قبل استئناف الحرب.
انخرطت فرنسا وبريطانيا في منافسة عالمية شديدة لتحل إحداهما محل إسبانيا في كونها قوة استعمارية رائدة، على أمل التفوق عليها. شاركت الدولتان في عدة حروب صغيرة في أمريكا الشمالية. حاصرت المستعمرات الفرنسية -في لويزيانا وإلينوي وكندا- المستعمرات البريطانية إلى حد كبير وعلى قطاع ضيق على طول الساحل. سيطر الفرنسيون الذين يريدون تطويق البريطانيين على أوهايو. في محاولة للسيطرة على هذه الأرض، بنت فرنسا نظامًا معقدًا من التحالفات مع قبائل أمريكية الأصل في المنطقة وجعلتها في صراع مع بريطانيا.
كان لفرنسا في منتصف القرن الثامن عشر، ملكية مطلقة: كانت جميع أنواع السلطة في يد الملك. كان لويس الخامس عشر شخصية ضعيفة، من السهل التلاعب به وبقراراته من قبل مستشاريه والمقربين منه. وكان من أهم مقربيه مدام بومبادور، عشيقته التي كان لها نفوذ قوي على التعيينات ومسائل الاستراتيجيات الفرنسية الكبرى. حاول المستشارون الآخرون إصلاح فرنسا لكنهم فشلوا فشلًا سريعًا، ما ساهم في استمرار غياب الاستقرار الذي عاشته الملكية في أوائل القرن الثامن عشر.

## الحرب في أوروبا
في حين بدأت الحرب في أمريكا الشمالية في عام 1756، دخلت فرنسا في حرب كبرى في أوروبا. وقد حاول الفرنسيون المتحالفون مع النمسا والسويد وروسيا هزيمة بروسيا التي كان البريطانيون حلفاءها الرئيسين. على الرغم من محاولات الفرنسيين المتكررة بين عامي 1757 و 1762، فقد فشلوا وحلفاؤهم في تحقيق النصر النهائي ضد بروسيا على الرغم من طول فترة استمرار الحرب بينهم. لقد أحبطوا جزئيًا بسبب الجيش الذي قاده الدوق برونسويك والذي يتكون من القوات البريطانية مجتمعة مع قوات من ولايات ألمانية صغرى تابعة لألمانيا الغربية.
كانت فرنسا من ابتدأت الحرب ضد بريطانيا في أوروبا، وذلك من خلال الاستيلاء على منورقة، وكانوا يعتقدون حتى عام 1759، بأنهم المسيطرون على جميع القرارات. ومع ذلك، حاصرت البحرية البريطانية الساحل الفرنسي حصارًا مشددًا، ما حال دون وصول الإمدادات وتحرك القوات البحرية، ما أضعف من معنويات فرنسا. وقد أدرك وزير الخارجية الفرنسية، إيتان دي شواسيول أنه من غير المرجح هزيمة بروسيا، إلا إذا تحالفت مع بريطانيا، ثم وضع خطة لغزو بريطانيا عن طريق ثلاثة أماكن منفصلة، وهي بورتسموث وإسكس واسكتلندا. أشرف إيتان على بناء أسطول ضخم من وسائل النقل لنقل القوات العسكرية خلال عام 1759. وضعت الهزائم البحرية الفرنسية في لاغوس وكويبيرون باي، حدًا لهذه الخطط، واضطر إيتان إلى إلغاء الغزو في أواخر الخريف. تمكنت قوة عسكرية تحت قيادة فرانسوا ثوروت من الهبوط في أيرلندا الشمالية قبل أن تعقبتها البحرية البريطانية وقتلت جميع عساكرها. في أعقاب الكارثة التي وقعت في كويبيرون، اعتُبر ثوروت بطلًا في فرنسا.
كانت أوضاع فرنسا المالية في هذه المرحلة في حالة سيئة، على الرغم من الجهود التي بذلها إتيان دي سيلويت لتخفيض نفقات البلاد. لم تسقط فرنسا بسبب القرض الكبير الذي اقترضته من إسبانيا التي كان وضعها محايدًا آنذك. على الرغم من سياسة الحكومة الإسبانية الرسمية المتمثلة في الحياد، كانت تتحول ببطء نحو دعم الفرنسيين، وذلك بتشجيع من شواسيول. اندلعت الحرب بين بريطانيا وإسبانيا أخيرًا في ديسمبر من عام 1761، ولم يكن التدخل الإسباني كافيًا بالنسبة لفرنسا التي حطمت هذه الحرب آمالها. بدلاً من ذلك، كانت القوات الفرنسية في حاجة إلى تعزيز الجهود الإسبانية لغزو البرتغال، وتورطت في ذلك فيما بعد. عانت إسبانيا أيضًا في عام 1762 من هزائم كبيرة في كوبا والفلبين، وبحلول نهاية العام، سعت كل من إسبانيا وفرنسا بشكل عاجل، لتحقيق السلام.

## الحرب في أمريكا الشمالية

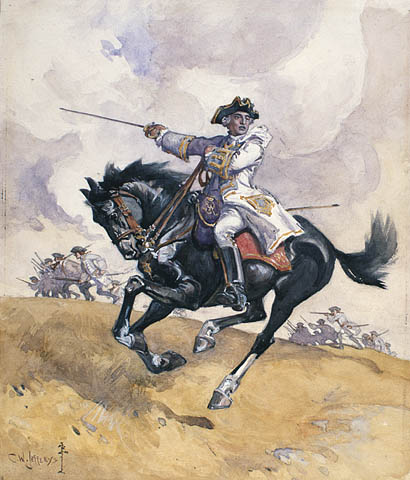
قاد مونتكالم قواته إلى المعركة خلال المحاولة الفاشلة للدفاع عن كيبيك عام 1759.

بدأت فرنسا في فرض سيطرتها على ولاية أوهايو منذ عام 1749، إذ أصدرت تحذيرات وتهديدات للتجار المستعمرين البريطانيين العاملين في المنطقة. عندما بدأ الفرنسيون في بناء سلسلة من الحصون في مستجمعات الأمطار في نهر أوهايو في عام 1753، استجاب البريطانيون لمطالبهم ورغباتهم. أشعل جورج واشنطن في عام 1754، بداية الحرب بهجومه على حزب الكشافة الفرنسي بالقرب من بيتسبيرج، بنسلفانيا. عندما علمهم بأن البريطانيين كانوا يخططون لإرسال قوات الجيش النظامي إلى المنطقة لحملة 1755، أرسل الفرنسيون مجموعة كبيرة من القوات إلى فرنسا الجديدة قبل أن يتمكن البريطانيون من حصار موانئهم. تحالفت هذه القوات جنبًا إلى جنب مع تحالفات قوية تابعة للقبائل الأصلية بالإضافة إلى الإدارة العسكرية البريطانية، ما أعطى فرنسا سلسلة من الانتصارات من 1755 إلى 1757، كانت خسارتها الكبيرة الوحيدة هي أكاديا (كندا)، التي سقطت أراضيها المتبقية في أيدي البريطانيين بعد معركة فورت بوسيجور عام 1755، والذين بدؤوا بعد ذلك في طرد سكان أكاديا. كانت فرنسا قادرة على الحفاظ على سيطرتها على ولاية أوهايو والبحيرات العظمى التي تمتلك أهمية إستراتيجية كبيرة. بعد نجاحاتهم الأولية في أمريكا الشمالية، لم ترسل فرنسا أي مساعدات أو إعانات لقواتها العسكرية، مفضلة التركيز على الحرب في أوروبا بدلًا من المجازفة بأعداد كبيرة من الجنود في البعثات عبر المحيط الأطلسي الذي يسيطر عليه البريطانيون.
على عكس البريطانيين، الذين ركزوا تركيزًا كبيرًا على الحرب من أجل السيطرة على أمريكا الشمالية. شن البريطانيون في عام 1758 عدة هجمات كبرى، إذ استولوا على لويسبورغ وفورت دوكيسن وفورت فرونتنك، على الرغم من توقف هجماتهم في فورت كاريلون. استولت قوة كبيرة في العام التالي على كاريلون وفورت نياجرا، وذلك برئاسة الجنرال جيفري أمهيرست، في حين أبحرت قوة كبيرة ثانية تحت قيادة الجنرال وولف إلى نهر سانت لورانس لتحاصر مدينة كيبيك. تلقى القائد الفرنسي في كيبيك، لويس جوزيف دي مونتكالم، أوامر بمحاولة الصمود حتى فترة الشتاء، مع وعد بأن تصل التعزيزات الرئيسة من أوروبا في العام التالي. لقد استطاع مونتكالم تحقيق ذلك تقريبًا، ما أدى إلى تأخير المحاولات البريطانية للاستيلاء على كيبيك حتى الخريف، وذلك عندما فاز البريطانيون أخيرًا في معركة كيبيك واستولوا على المدينة. على الرغم من ذلك، فرت قوة كبيرة من الفرنسيين غربًا، عازمة على استئناف الحملة في العام التالي.